# Ejército de Nicaragua
El Ejército de Nicaragua (EN) comprende las fuerzas militares de Nicaragua establecidas jurídicamente en 1994, siendo sucesor del Ejército Popular Sandinista (EPS) en cuya organización se encuentran sus orígenes. 
El EN se divide en cuatro ramas: la Fuerza Terrestre, la Fuerza Aérea, la Fuerza Naval y el Comando de Operaciones Especiales.
El "Día del Ejército de Nicaragua" se fijó el 2 de septiembre, en conmemoración del día nominal de fundación del Ejército Defensor de la Soberanía Nacional (EDSN) en 1927 por Augusto Nicolás Calderón Sandino enfrentar la ocupación militar estadounidense.

## Base legal
La base legal y jurídica que norma la naturaleza, misiones y funciones del Ejército de Nicaragua se encuentra en la Constitución Política de Nicaragua y la legislación especial concerniente a su estructura orgánica, normas de funcionamiento interno, jurisdicción penal militar y previsión social militar, y en las demás normas jurídicas vinculantes al quehacer institucional.
El Artículo 92 de la Constitución Política vigente lo define como "la institución armada para la defensa de la soberanía, de la independencia y la integridad territorial."; mientras que, el Artículo 93 declara que "es una institución nacional, de carácter profesional, apartidista, apolítica, obediente y no deliberante."

## Jefe supremo
En conformidad a la Constitución Política vigente, es el ciudadano Presidente de la República quien ejerce como Jefe Supremo del Ejército de Nicaragua en su conjunto a como lo establece el Artículo 95 "se regirá en estricto apego a la Constitución Política, a la que guardará respeto y obediencia. Estará sometido a la autoridad civil que será ejercida directamente por el Presidente de la República en su carácter de Jefe Supremo" y de quien depende el General de Ejército, que a su vez es el Comandante en Jefe del Estado Mayor Conjunto junto con los jefes de la Fuerza Naval y Fuerza Aérea.

## Antecedentes históricos
Históricamente el ejército de Nicaragua ha sufrido diferentes modificaciones a través de los 2 siglos posteriores a la Independencia de Centroamérica en 1821.

### SigloXIX
Las fuerzas armadas tienen su origen el 10 de diciembre de 1811 luego de una revuelta en El Salvador que sería conocido como el primer grito de la independencia de Centroamérica. Llegaron a León las noticias de que la Intendencia de San Salvador había sido tomada por los criollos expulsando a las autoridades realistas por lo que para diciembre de ese año en León los pobladores se mostraban inconformes con las autoridades fieles a la Corona por lo que iniciaron una serie de revueltas que culminaron en 1812 tras la sublevación de los insurgentes contra las tropas realistas.
Tras la independencia de Centroamérica, en 1823 las Provincias Unidas del Centro de América consolidan sus fuerzas armadas como un ejército regular que continúa así aún después de la disolución de la República Federal de Centroamérica y el retiro del Estado de Nicaragua el 30 de abril de 1838.
Después de la guerra contra Malespín (1844-1845), durante la cual León enfrentó el asedio, la ocupación y el saqueo de los invasores apoyados por los granadinos, José Trinidad Muñoz Fernández fue nombrado comandante general de Armas por Francisco Malespín con sede en León, cargo que mantuvo  hasta que fue derrotado en 1851 por Fruto Chamorro. El general Muñoz fundó la primera Escuela de Cadetes que brindaba instrucción militar a los hijos de las familias acaudaladas del país. 
Luego de una serie de batallas en 1855 producto de la fragmentación política del país entre democráticos (León) y legitimistas (Granada) Francisco Castellón Sanabria y Máximo Jerez Tellería contratan por mediación de Byron Cole a a llamada "Falange Americana" de William Walker lo que marcó el inicio de la Guerra Nacional contra los filibusteros. Al terminar en 1857 la Guerra Nacional con la victoria del Ejército Aliado Centroamericano, con base al llamado "Pacto Providencial" producto de la alianza legitimista y democrática se restituye en el país una sola fuerza armada que continuará de esta forma hasta la actualidad.
A partir de 1858 se inició, bajo predominio conservador, una etapa de recuperación económica e institucional conocido como "Primera República Conservadora" o los "Treinta años conservadores". La economía, el desarrollo cultural y social, este último en menor medida debido a la desigualdad de clases, convirtieron al país en el más estable y rico de toda Centroamérica y en una de las mejores economías del continente americano, con un sólido régimen constitucional y una administración proba y austera de las finanzas públicas. Todo esto provocó una oleada de inmigrantes provenientes de Europa, principalmente de Alemania e Italia, lo que hizo florecer aún más la economía, mientras que Guatemala, El Salvador y Honduras se mantenían en conflictos armados y en Costa Rica se daba una época de golpes militares. Los gobiernos conservadores mantuvieron el "Ejército de Operaciones de La República" bajo la autoridad del Presidente en obediencia debida, en 1869 estuvo bajo el mando como General en jefe del General de División José Dolores Estrada Vado.

### Las fuerzas armadas entre 1893-1910
Tras la Revolución Liberal de 1893 encabezada por José Santos Zelaya, en la Constitución conocida como "La Libérrima" el ejército vuelve a experimentar una serie de transformaciones con la integración de militares de carrera provenientes de Alemania, Chile y Francia al frente de la instrucción militar en la Academia Militar fundada en 1901 formando así una amalgama entre las escuela militar francesa y prusiana que llevaron a un nivel de profesionalismo real estableciendo una casta militar y a obtener victorias en la guerra impuesta por gobiernos de la región centroamericana.

### Las fuerzas armadas entre 1910-1927
Desde 1911 existió el denominado "Ejército Regular de la Segunda República Conservadora" encargado de la Guardia de Honor Presidencial y misiones de patrullaje en la Capital Managua. Este era una pequeña fuerza de origen conservador, con oficiales y tropa al mando sucesivo de los generales Luis Mena Vado y  Emiliano Chamorro.
Entre 1925-1927 coexistió con la llamada "Constabularia" con funciones de policía urbana, rural y judicial que fuera creada y dirigida por los marines estadounidenses durante la segunda intervención militar de los Estados Unidos en Nicaragua, que inició en 1926 y finalizó en 1933 con el retiro de las últimas tropas de la Infantería de Marina de los Estados Unidos. El primer mando de la Constabularia estaba conformado por el Mayor Carter, el Mayor L.F. Schoerder y el Mayor Daniel Rodríguez. Las instalaciones que ocuparon fueron el Campo de Marte y la parte norte de la Loma de Tiscapa, estructurándose en diez compañías con un total de 200 reclutas.
La Guardia Nacional nació del Pacto del Espino Negro del 4 de mayo de 1927 donde se estableció la formación de una institución armada apolítica, apartidista y profesional, pero los políticos nicaragüenses, la convirtieron en una entidad subordinada al partido en el poder.

### Primera transformación de las fuerzas armadas en elSigloXX(1927-1979)
Años de conflicto entre facciones políticas de liberales y conservadores, así como la existencia de ejércitos privados llevaron a los Estados Unidos a patrocinar desde el 4 de mayo de 1927 a la Guardia Nacional de Nicaragua (GN) como una institución armada apolítica que asumió todas las funciones militares y policiales en el país, pero sus esfuerzos se vieron complicados por la guerra de guerrillas del Ejército Defensor de la Soberanía Nacional (EDSN) dirigido por Augusto C. Sandino que continuaron resistiendo desde las zonas montañosas del norte de Nicaragua a los marines y a la Guardia Nacional en ciernes.
Tras el advenimiento de la Política de buena vecindad de los Estados Unidos en 1933, los marines se retiraron. Después de haber alcanzado una fuerza de unos 3.000 a mediados de 1930, la Guardia Nacional estaba organizada en unidades militares del tamaño de batallón como la Guardia Presidencial. 
Nicaragua declaró la guerra a las potencias del Eje en 1941, inmediatamente después del ataque a Pearl Harbor por Japón. Aunque Nicaragua no participó activamente en la Segunda Guerra Mundial, los Estados Unidos a cambio del uso de puerto Corinto en el pacífico nicaragüense dieron préstamos y ayuda militar.
Bajo el Tratado Interamericano de Asistencia Recíproca de 1947, la ayuda militar estadounidense a la Guardia Nacional continuó en armas, equipos de transporte y comunicación, coches blindados y tanques M4 Sherman, así como aviones de combate Mustang de Suecia, aviones de entrenamiento y transporte ligero. A excepción de escaramuzas con Honduras en 1957 por una disputa fronteriza, la Guardia Nacional no estuvo involucrado en conflictos con países vecinos. 
La ayuda militar estadounidense a la Guardia Nacional se cortó en 1976, después del deterioro de las relaciones con el gobierno de Anastasio Somoza Debayle (1967-72, 1974-79) con la administración Carter.
Con más de 4.000 durante la guerra civil de 1978-1979, la GN consistía en un batallón reforzado como su principal unidad táctica, un batallón de la Guardia Presidencial, una compañía mecanizada, un batallón de ingenieros, artillería y baterías antiaéreas, y una oficina de seguridad en cada uno de los departamentos del país. El armamento principal de la Guardia Nacional fueron fusiles Garand M1 y Galil israelíes, después aumentados por cañones antiaéreos y morteros.

### Segunda transformación de las fuerzas armadas en elsigloXX(1979-1990)
Tras el triunfo de la Revolución Nicaragüense el 19 de julio de 1979, los insurgentes sandinistas de los distintos frentes de guerra se unifican en un solo bloque que excluyó a los miembros de la Guardia Nacional, obligando a su desaparición y el establecimiento del Ejército Popular Sandinista (EPS) como una sola fuerza armada que garantizaría la seguridad y la defensa del territorio nacional contra amenazas internas y externas.
El EPS fue entrenado principalmente por instructores militares de Vietnam, Cuba, Alemania Oriental y la URSS; tanto en Nicaragua como en escuelas militares de los últimos tres países. Sus principales proveedores en armamento, equipos de combate y de comunicaciones fueron Checoslovaquia, Corea del Norte y la extinta URSS. Así se desarrolló y convirtió en la fuerza armada más grande y mejor equipada en Centroamérica. 
El Servicio Militar Patriótico (SMP), introducido en 1983, permitió al EPS agrupar a más de 80.000 hombres hasta finales de 1989. La Ley del SMP fue derogada el 25 de abril de 1990 al asumir Violeta Barrios de Chamorro la Presidencia del país.

### Tercera transformación de las fuerzas armadas en elsigloXX(1990-1995)
En virtud de un acuerdo entre la presidenta electa  Chamorro de la Unión Nacional Opositora (UNO) y el derrotado partido FSLN, el general Humberto Ortega, el exministro de Defensa y Comandante en jefe del EPS, se mantuvo a la cabeza de las fuerzas armadas. 
Por una ley que entró en vigor en abril de 1990, el Ejército se convirtió en una fuerza subordinada a la presidenta Chamorro, en su condición de Jefe supremo. Chamorro también conservó el Ministerio de Defensa. La autoridad de Chamorro sobre el ejército fue, sin embargo, muy limitada. No hubo oficinas del Ministerio de Defensa ni viceministro para dar forma a las políticas nacionales de defensa o ejercer el control civil sobre las fuerzas armadas. 
En virtud de la Ley de Organización Militar promulgada poco antes de la victoria electoral de Violeta Chamorro, Humberto Ortega mantuvo su autoridad sobre las promociones, la construcción militar, y los despliegues de fuerza. Contrato y redactó el presupuesto militar para la adquisición de armas, el cual presentó al gobierno. Sólo el presupuesto global tuvo que ser sometido a la legislatura, evitando así una revisión de partidas por la Asamblea Nacional de Nicaragua.
Funcionarios fieles al sandinismo se mantuvieron a la cabeza de todas las direcciones generales de personal y de las regiones militares. El Jefe del Estado Mayor, el Mayor general Joaquín Cuadra Lacayo, afianzo su posición pre-Chamorro porque aún con recortes controlaba la preparación y entrenamiento para el combate, las tropas de frontera, el personal de inteligencia y contrainteligencia, de organización y movilización, de comunicaciones y construcción militar, de operaciones y logística. La fuerza aérea y la marina también fueron subordinadas al Estado Mayor.
En noviembre y diciembre de 1992, el ejército se desplegó junto a la Policía Nacional de Nicaragua para prevenir la violencia durante las manifestaciones del Frente Nacional de los Trabajadores (FNT) por mejores salarios y beneficios. Las fuerzas armadas y los guardias fronterizos también ayudar a la policía en la lucha contra el narcotráfico.
Las medidas de reforma del ejército se puso en marcha con profundos recortes en los efectivos de personal, la abolición del servicio militar obligatorio, y la disolución de las milicias. El tamaño del ejército se redujo desde un pico de fuerza de 97.000 tropas a un estimado de 15.200 en 1993, llevada a cabo por los retiros voluntarios y jubilaciones forzadas. 
Frente a la presión interna para eliminar Humberto Ortega y el riesgo de reducción de la ayuda de Estados Unidos, siempre y cuando los sandinistas mantuvieron el control de las fuerzas armadas, Chamorro anunció que Ortega sería reemplazado en 1994. Ortega desafió su autoridad y reiteró su intención de permanecer a la cabeza de las fuerzas armadas hasta que el programa de reforma del ejército fue terminado en 1997.
Desde 1990, la misión de las fuerzas armadas ha sido garantizar la seguridad de las fronteras nacionales y hacer frente a los disturbios internos. Su tarea principal fue evitar el desorden y la violencia provocada por las bandas armadas de ex-contras y rearmados sandinistas.

### Ejército de Nicaragua 1995-presente
Con las reformas constitucionales introducidas en 1995, las fuerzas armadas reafirman su carácter apolítico actual, convirtiéndose en una institución militar nacional y profesional bajo la denominación de "Ejército de Nicaragua" con siglas ("EN").

## Hitos históricos
Aunque su fundación como única institución armada en el país inicia en 1995, asume una larga tradición histórica que comprende:
- la rebeldía indígena (Batalla de Diriangén, 1523).
- la época colonial española (Batalla del Río San Juan de Nicaragua, 1762).
- la Guerra Nacional Antifilibustera (1855-1857) con ayuda de los países hermanos centroamericanos (Victoria de San Jacinto).
- la defensa nacional (Batalla de Namasigüe, 1907).
- la lucha contra la intervención y ocupación extranjera (Batalla de los cerros El Coyotepe y La Barranca, 1912), (Batalla de Ocotal, 1927).

## Estructura

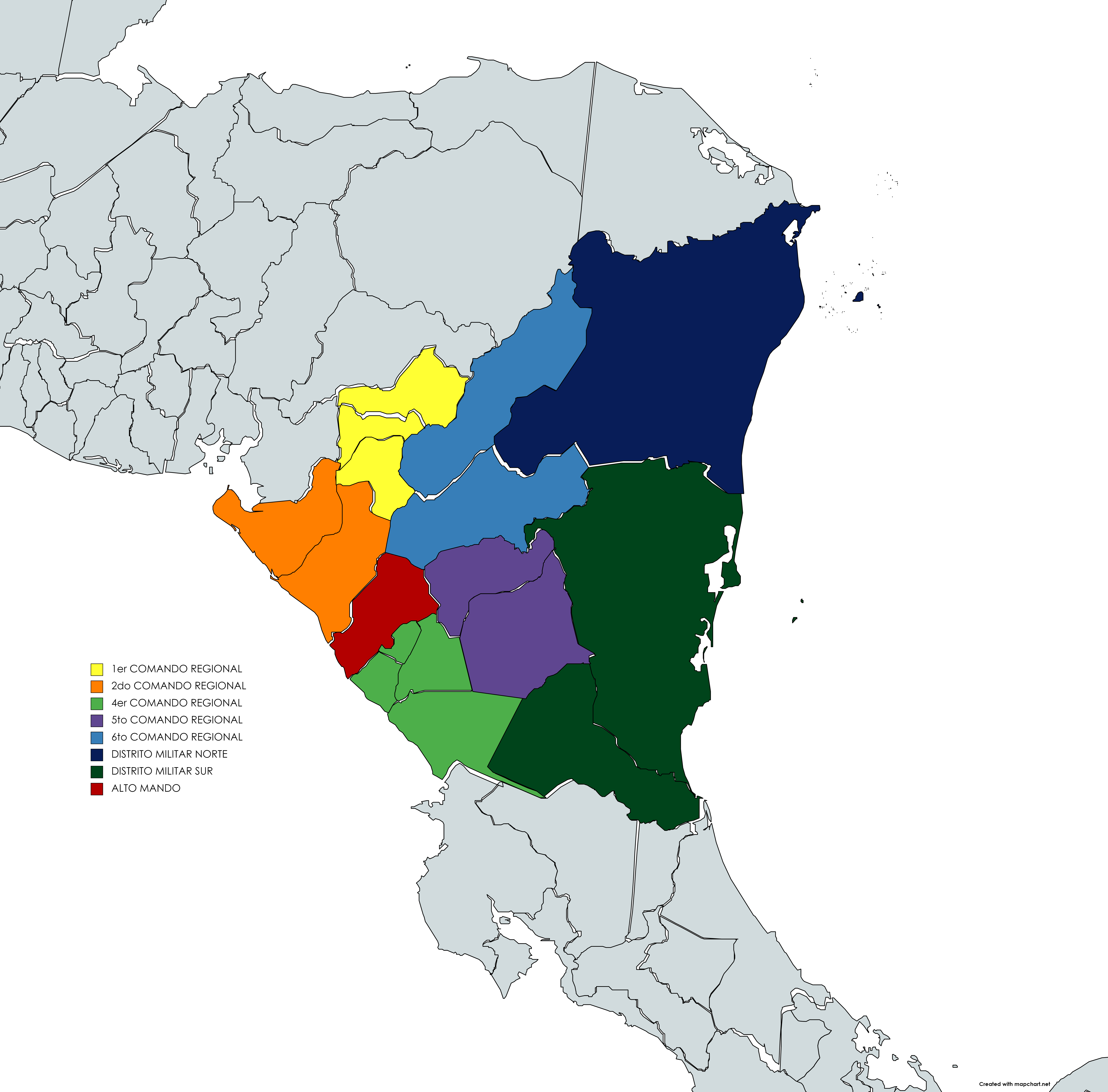
Comandos Regionales de Nicaragua

En 1993, las regiones militares se transformaron en comandos militares regionales (CMR) y destacamentos militares (DM). Cada uno se conforma de pequeñas unidades de combate de infantería, artillería terrestre y antiaérea, aseguramiento y servicios. 
El 2 de septiembre de 1994 fue publicada en La Gaceta (Diario Oficial) la Ley 181, Código de Organización, Jurisdicción y Previsión Social Militar, que significó un paso fundamental en el ordenamiento del marco jurídico institucional del Ejército. 
1 CMR tiene la responsabilidad de los departamentos de Estelí, Madriz y Nueva Segovia;
2 CMR los de León y Chinandega;
4 CMR los de Carazo, Rivas, Granada y Masaya;
5 CMR los de Chontales, Boaco y municipio de El Rama;
6 CMR los de Matagalpa y Jinotega;
DM Norte la Región Autónoma del Atlántico Norte;
DM de Montaña los municipios de Las Minas;
DM Sur los alrededores del Río San Juan.
A nivel de Cuartel General hay 1 Brigada de Infantería Ligera (hoy Mecanizada), 1 Regimiento de Comandancia, 1 Comando de Operaciones Especiales, 1 Cuerpo de Ingenieros, 1 Cuerpo de Transmisiones y 4 centros de enseñanza militar.

### Tamaño
Actualmente cuenta con una fuerza militar 26.000 dividos en 3 ramas: Fuerza terrestre con 17.000; Fuerza Naval con 5.700 y Fuerza Aérea con 1.500.

### Educación militar
La Educación Militar en el Ejército de Nicaragua comprende un conjunto de actividades de carácter educativo apegadas a la Constitución y las Leyes que, bajo la conducción del Alto Mando, son administradas por las Escuelas y Academia, designadas para la enseñanza, adiestramiento y formación integral de los miembros de la institución militar. El Sistema de Educación Militar, se organiza en: Subsistema de Enseñanza y Subsistema de Adiestramiento

## Misiones internacionales

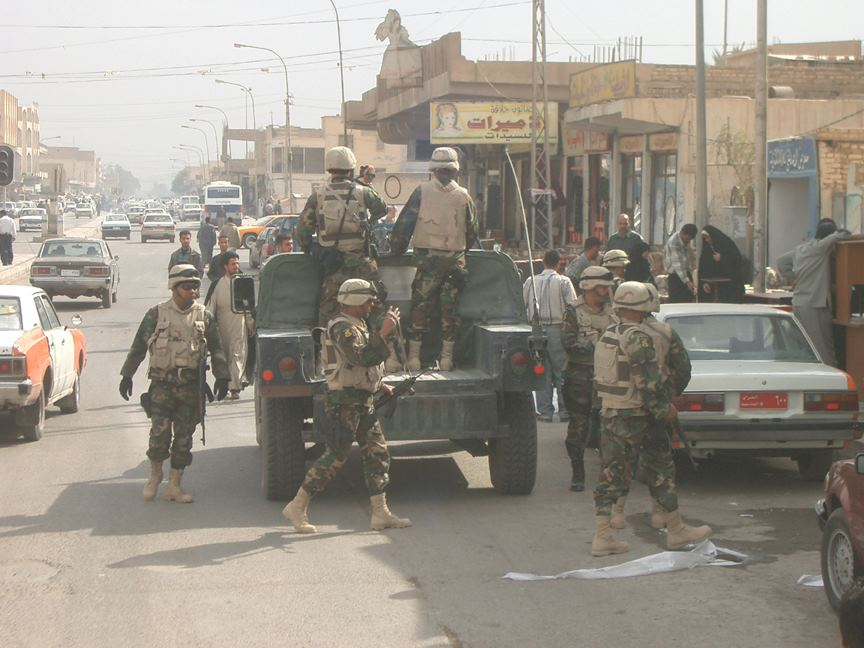
Soldados nicaragüenses en Irak desempeñando labores humanitarias.

Entre los años 2003-2004, tropas nicaragüenses participaron en la operación "Libertad Iraquí" en Irak en labores humanitarias y con su propia protección de fuerzas especiales (Comando de Operaciones Especiales - COE) y la Fuerza Equilátero (similar a la Delta Force). Además, las tropas nicaragüenses apoyaron al Comando Español cumpliendo labores de desminado, salvamento y búsqueda, asistencia médica y en operaciones de contraaque si eran objeto de ataques terrorista. 
También participaron en Haití cuando fue afectado por el terremoto en 2010.

## Escalafón militar
| Cuerpo Armado                 | Rangos Militares    | Rangos Militares | Rangos Militares | Rangos Militares | Rangos Militares   | Rangos Militares   | Rangos Militares    | Rangos Militares    | Rangos Militares  | Rangos Militares   | Rangos Militares   | Rangos Militares | Rangos Militares |
| ----------------------------- | ------------------- | ---------------- | ---------------- | ---------------- | ------------------ | ------------------ | ------------------- | ------------------- | ----------------- | ------------------ | ------------------ | ---------------- | ---------------- |
| Escala de la Fuerza Terrestre |                     |                  |                  |                  |                    |                    |                     |                     |                   |                    |                    |                  |                  |
| Soldado                       | soldado de primera  | sargento tercero | sargento primero | suboficial       | suboficial segundo | suboficial primero | teniente            | teniente primero    | capitán           | mayor              | teniente coronel   | coronel          |                  |
| Escala de la Fuerza Aérea     |                     |                  |                  |                  |                    |                    |                     |                     |                   |                    |                    |                  |                  |
| Soldado                       | soldado de primera  | sargento tercero | sargento segundo | suboficial       | suboficial segundo | suboficial primero | teniente            | teniente primero    | capitán           | mayor              | teniente coronel   | coronel          |                  |
| Escala de la Fuerza Naval     |                     |                  |                  |                  |                    |                    |                     |                     |                   |                    |                    |                  |                  |
| marinero                      | Marinero de primera | sargento         | sargento segundo | -                | -                  | alférez            | teniente de corbeta | teniente de fragata | teniente de navío | capitán de corbeta | capitán de fragata | capitán de navío |                  |

| Cuerpo Armado                 | Altos rangos militares | Altos rangos militares | Altos rangos militares | Altos rangos militares |
| ----------------------------- | ---------------------- | ---------------------- | ---------------------- | ---------------------- |
| Escala de la Fuerza Terrestre |                        |                        |                        |                        |
| general de brigada            | mayor general          | coronel general        | general de ejército    |                        |
| Escala de la Fuerza Aérea     |                        |                        |                        | sinmrco                |
| Escala de la Fuerza Aérea     | general de brigada     | mayor general          | coronel general        | general de ejército    |
| Escala de la Fuerza Naval     | sinmrco                |                        |                        | sin rango              |
| Escala de la Fuerza Naval     | contralmirante         | vicealmirante          | alimirante             | sin rango              |

## Equipamiento

### Equipo ligero
| MODELO                          | IMAGEN | TIPO                     | CALIBRE            | ORIGEN          |
| ------------------------------- | ------ | ------------------------ | ------------------ | --------------- |
| Mosin-Nagant                    |        | Fusil Ceremonial         | 7 × 64 mm Brenneke |                 |
| Glock                           |        | Pistola                  | 9 mm               | Austria         |
| Makarov                         |        | Pistola                  | - 9×18 mm Makarov  | Unión Soviética |
| F-1                             |        | Granada de mano          | 60 mm              | Unión Soviética |
| AKM                             |        | Fusil de Asalto          | 7.62x39 mm         | Unión Soviética |
| AKMS                            |        | Fusil de Asalto          | 7.62x39 mm         | Unión Soviética |
| AK-74                           |        | Fusil de asalto          | 5.45×39 mm         | Unión Soviética |
| AKS-74U                         |        | Fusil de asalto          | 5.45×39 mm         | Unión Soviética |
| IMI Galil variantes             |        | Fusil de asalto          | 5.56×45 mm         | Israel          |
| Uzi                             |        | Sub ametralladora        | 9×19 mm Parabellum | Israel          |
| FAMAE SAF                       |        | Sub ametralladora        | 9×19 mm Parabellum | Chile           |
| Dragunov SVD                    |        | Fusil de Francotirador   | 7.62x54R           | Unión Soviética |
| RPK                             |        | Ametralladora Ligera     | 7.62x39 mm M47     | Unión Soviética |
| RPD                             |        | Ametralladora Ligera     | 7.62×39 mm         | Unión Soviética |
| Ametralladora PK                |        | Ametralladora Ligera     | 7.62x39mm          | Unión Soviética |
| DegtyaryovRP-46                 |        | Ametralladora Ligera     | 7.62x24 mmR        | Unión Soviética |
| Ametralladora ligera Degtiariov |        | Ametralladora Ligera     | 7.62x24 mmR        | Unión Soviética |
| DShK                            |        | Ametralladora Pesada     | 12.7x108mm         | Unión Soviética |
| Saiga-12 en su Variante EXP-01  |        | Escopeta semiautomática  | Calibre 12         | Rusia           |
| Vepr-12                         |        | Escopeta semiautomática  | Calibre 12         | Rusia           |
| M-79                            |        | Lanza granadas           | 40×46 mm grenade   | Estados Unidos  |
| RPG-7 variante V                |        | Lanzacohetes             | 40 mm              | Unión Soviética |
| RPG-7 variante D                |        | Lanzacohetes             | 40 mm              | Unión Soviética |
| Mortero M224                    |        | Mortero ligero           | 60 mm              | Estados Unidos  |
| AGS-17                          |        | Lanzagranadas automático | 30 mm              | Unión Soviética |

### Armas antitanque y antiaéreas
| MODELO                               | IMAGEN | CALIBRE                          | TIPO                    | ORIGEN          |
| ------------------------------------ | ------ | -------------------------------- | ----------------------- | --------------- |
| 9K11 Maliutka                        |        | 125 mm                           | Misil Guiado Antitanque | Unión Soviética |
| 9M113 Konkurs                        |        | 135 mm                           | Misil Guiado Antitanque | Unión Soviética |
| RPG-27                               | Rpg-26 | 105 mm                           | Lanzacohetes antitanque | Unión Soviética |
| RPG-7 modelo V                       |        | 40 mm                            | Lanzacohetes antitanque | Unión Soviética |
| Cañón antitanque M1943 (ZiS-2) 57 mm |        | 57 mm 100 cañones                | Cañón sin retroceso     | Unión Soviética |
| Cañón de campaña M1942 (ZiS-3) 76 mm |        | 76 mm 300 cañones                | Cañón                   | Unión Soviética |
| B-10                                 |        | 82 mm                            | cañón sin retroceso     | Unión Soviética |
| M67                                  |        | 90 mm                            | Cañón sin retroceso     | Estados Unidos  |
| Cañón M1944 de 100 mm (BS-3)         |        | 100 mm                           | Cañón                   | Unión Soviética |
| Orlan-10                             |        |                                  | Dron de reconocimiento  | Rusia           |
| 9K32 Strela-2                        |        | 75 mm                            | Misil guiado antiaéreo  | Unión Soviética |
| pistola antidrón ND-BD003            |        | electrónico                      | inhibidor de señal      | Estados Unidos  |
| 9K34 Strela-3                        |        | 75 mm                            | Misil Guiado Antiaéreo  | Unión Soviética |
| 9K38 Igla                            |        | 2016 MANPADS entre strela e igla | Misil Guiado Antiaéreo  | Unión Soviética |
| Zu-23-2                              |        | 23 mm 380 sistemas               | Artillería Antiaérea    | Unión Soviética |
| ZPU-4                                |        | 14,5 × 114 mm                    | Artillería Antiaérea    | Unión Soviética |
| AZP S-60                             |        | 57 mm                            | Artillería Antiaérea    | Unión Soviética |

### vehículos
| MODELO    | IMAGEN | PROPOSITO                         | CANTIDAD             | ORIGEN          | NOTA |
| --------- | ------ | --------------------------------- | -------------------- | --------------- | --- |
| T-72B1MS  |        | Tanque Principal de Batalla       | 50                   | Rusia           | 43 de tanques se encuentran activos, 5 se utilizan para adiestramiento y 2 almacenados.                                                              |
| T-54/T-55 |        | Tanque Principal de Batalla       | 50                   | Unión Soviética | Desde la llegada de los T-72 se han dado de baja lentamente estos modelos, no hay información exacta de cuantos hay en servicio activo al día a hoy. |
| PT-76B    |        | Tanque Liguero                    | 42                   | Unión Soviética | La flota fue renovada entre los años 2014-2017. 22 en reserva.                                                                                       |
| BMP-1P    |        | Vehículo de Combate de Infantería | 50                   | Unión Soviética | |
| BTR-70M   |        | Transporte Blindado de Infantería | 50                   | Unión Soviética | |
| BRT-60PB  |        | Transporte Blindado de Infantería | 150                  | Unión Soviética | Aproximadamente 16 con sistemas de artillería antiaérea ZSU-23-2 y asignados a FF. AA.-DAA de Nicaragua                                              |
| BTR-50PU  |        | Transporte ligero de infantería   | 30                   | Unión Soviética | |
| BTR-152   |        | Vehículo de transporte            | 100                  | Unión Soviética | En reserva |
| BTR-40    |        | Vehículo de transporte            | cantidad desconocida | Unión Soviética | En estado de Almacén |
| BRDM-2MS  |        | Vehículo de Reconocimiento        | 30                   | Unión Soviética | Versión modernizada |

| MODELO                       | IMAGEN                         | PROPÓSITO                                        | ORIGEN                  |
| ---------------------------- | ------------------------------ | ------------------------------------------------ | ----------------------- |
| BJ-2022                      |                                | Vehículo utilitario blindado                     | República Popular China |
| GAZ- Tigr                    |                                | Vehículo de movilidad de infantería              | Rusia                   |
| "Sadko-Next"                 | Equipado con sistemas ZSU-23-2 | Vehículo de movilidad de infantería              | Rusia                   |
| Yamaha Viking VI             |                                | Vehículo de movilidad de infantería              |                         |
| UAZ-469                      |                                | Vehículo utilitario ligero                       | Rusia                   |
| UAZ-3132                     |                                | Vehículo utilitario ligero                       | Rusia                   |
| KamAZ-65225                  |                                | Unidad tractora pesada                           | Rusia                   |
| ZIL-4334                     |                                | Camión de carga mediano                          | Rusia                   |
| Ural-4320                    |                                | Camión de carga mediano                          | Rusia                   |
| KamAZ-43501                  |                                | Camión de carga ligero                           | Rusia                   |
| IMR (vehículo de ingenieros) |                                | Vehículo de ingeniería de combate                | Unión Soviética/Rusia   |
| IRM                          |                                | vehículo anfibio de reconocimiento de ingeniería | Rusia                   |
| TMK-2                        |                                | Máquinas de movimiento de tierras                | Unión Soviética         |
| BTS-4A                       |                                | Vehículo de ingeniería de combate                | Unión Soviética         |
| TMM-3                        |                                | Puente con ruedas lanzado por vehículos          | Unión Soviética         |
| BMK-13                       |                                |                                                  | Unión Soviética         |
| MV-4                         |                                | Dron barreminas                                  |                         |
| P-18 radar                   |                                | Radar de vigilancia aérea.                       | Unión Soviética         |
| P-19 radar                   |                                | Radar de vigilancia aérea                        | Unión Soviética         |

### Artillería
| MODELO  | IMAGEN | PROPOSITO                            | CANTIDAD | ORIGEN                  | NOTA |
| ------- | ------ | ------------------------------------ | -------- | ----------------------- | --- |
| BM-21   |        | Artillería de cohetes autopropulsada | 30       | Unión Soviética         | |
| Grad-1P |        | Artillería de cohetes                | 333      | Unión Soviética         | Registro histórico |
| Tipo-63 |        | Artillería de cohetes remolcada      | 33       | República Popular China | Varios de estos son utilizados en lanchas. A partir del año 2024 fueron añadidos a vehículos utilitarios conformando una nueva unidad de Artillería Autorpropulsada |

| MODELO                        | IMAGEN | CANTIDAD | ORIGEN          | NOTA                                         |
| ----------------------------- | ------ | -------- | --------------- | -------------------------------------------- |
| Howitzer 2A18 (D-30) 122mm    |        | 12       | Unión Soviética | Registros históricos de 30 obuses en almacén |
| Howitzer 1938 (M-30) (122 mm) |        | 24       | Unión Soviética | 16 en servicio activo, 8 en almacén          |
| Howitzer M1955 (D-20) 152mm   |        | 60       | Unión Soviética | 18 en servicio activo, 42 en almacén         |
| 82-PM-41                      |        | -        | Unión Soviética |                                              |
| 120-PM-43                     |        | 12       | Unión Soviética |                                              |
| M-160 Mortero                 |        | 4-6      | Unión Soviética |                                              |